# Peterborough (Victoria)
Peterborough è una città australiana di 178 abitanti.